# Coryphopteris pectiniformis
Coryphopteris pectiniformis är en kärrbräkenväxtart som först beskrevs av Carl Frederik Albert Christensen, och fick sitt nu gällande namn av Holtt. Coryphopteris pectiniformis ingår i släktet Coryphopteris och familjen Thelypteridaceae.

## Underarter
Arten delas in i följande underarter:
- C. p. hirsuta
- C. p. minor